# Modisimus iviei
Modisimus iviei is een spinnensoort uit de familie trilspinnen (Pholcidae). De soort komt voor in Mexico.